# Rougegorge à dos olive
Stiphrornis pyrrholaemus
Espèce
Le Rougegorge à dos olive (Stiphrornis pyrrholaemus) est une sous-espèce du Rougegorge de forêt (Stiphrornis erythrothorax), espèce de passereaux de la famille des Muscicapidae.

## Taxonomie
Cette espèce a été découverte en 2001 par des scientifiques du Smithsonian Institution. Elle a été décrite comme l'espèce Stiphrornis pyrrholaemus en 2008.
Le Congrès ornithologique international la considère d'abord comme une espèce (classification version 1.7, 2008) avant de la réintégrer temporairement dans le complexe d'espèces Rougegorge de forêt (classification 2.3, 2009). En 2015, l'espèce est reconnue par Handbook of the Birds of the World (2014), mais pas par Howard and Moore Complete Checklist of the Birds of the World (4e édition, 2014) et Clements (6e édition, 2014).

## Distribution
Cette espèce n'a été observée que dans une zone particulièrement réduite du Sud-ouest du Gabon, d'où elle est vraisemblablement endémique.

## Référence
- Schmidt & Angehr (2008), « A new species of African forest robin from Gabon (Passeriformes: Muscicapidae: Stiphrornis) », Zootaxa, no 1850, p. 27-42 (texte original).